# Raseborgs økonomiske region
Raseborgs økonomiske region (svensk: Raseborgs ekonomiska region, finsk: Raaseporin seutukunta) består af tre kommuner i det finske landskab Nyland.
Blandt de tre kommuner er: Hangö stad.